# 北森武彦
北森 武彦（きたもり たけひこ、1955年6月1日 - ）は、日本の化学者。学位は、工学博士。国立清華大學（台湾）の玉山榮誉講座教授、ルンド大学（スウェーデン）の名誉客員教授、ハノイ自然科学大学（ベトナム）の顧問ディレクター、東京大学特任教授および 神奈川県立産業技術総合研究所の理事長である。また、マイクロ化学技研株式会社の取締役兼CTOである。専門は拡張ナノ流体デバイス工学、分析化学、マイクロ・ナノ科学、レーザー分光分析法である。趣味は、ピアノとモータースポーツ。

## 研究
10～1000 nmサイズの空間を「拡張ナノ空間」と命名し、マイクロ/拡張ナノ空間の化学・バイオを研究するための基盤技術を開発している。また、微小空間ならではの特異的な現象の解明を目指すと共に、それらのユニークな特徴を活用した新たなデバイスを創成している。特に、バイオデバイスでは、細胞のサイズよりも桁違いに小さい拡張ナノ空間を用いて、単一細胞・単一分子レベルで分析可能なデバイスの構築に取り組んでいる。

## 経歴
- 1980年3月 東京大学教養学部基礎科学科卒業（物理・数学コース）
- 1980年4月 (株)日立製作所エネルギー研究所研究員
- 1989年2月 工学博士
- 1989年4月 東京大学工学部助手
- 1990年6月 東京大学工学部講師
- 1991年11月 東京大学工学部助教授
- 1998年4月-2009年3月 (財)神奈川科学技術アカデミープロジェクトリーダー兼任
- 1998年7月 東京大学工学部教授
- 2002年4月-2004年3月 化学とマイクロ・ナノシステム研究会会長
- 2004年4月-2008年3月 化学とマイクロ・ナノシステム研究会 監事
- 2005年 Chemical and Biological Microsystems Society 副会長
- 2006年4月-2008年3月 日本分析化学会副会長
- 2008年4月-2010年3月 東京大学評議員、工学系研究科副研究科長
- 2008年4月-2011年3月 日本分析化学会監事
- 2009年10月 南オーストラリア大学Adjunct Research Professor
- 2010年4月-2012年3月 東京大学評議員、工学系研究科研究科長、工学部長
- 2010年6月 中国湖南大学国家重点研究センター 国際諮問委員
- 2012年3月 八大学工学系連合会 会長
- 2012年4月-2014年3月 東京大学副学長
- 2013年4月 東京大学環境安全本部長
- 2019年7月 台湾教育省により中華民国108年 玉山学者に選出
- 2020年2月 国立清華大學（台湾）玉山榮誉講座教授（玉山学者）
- 2020年4月 東京大学 マイクロナノ多機能デバイス連携研究機構 特任教授
- 2020年 ルンド大学 名誉客員教授
- 2020年9月 スウェーデン王立科学アカデミーの外国人会員(終身)に選出
- 2023年4月 神奈川県立産業技術総合研究所理事長

## 受賞
- 1987年4月 日本分光学会論文賞
- 1989年4月 科学技術庁長官賞注目発明
- 1991年4月 市村学術賞
- 1998年5月 日本分析化学会論文賞
- 2000年6月 ポーランド化学会賞（Best Presentation Award）
- 2006年3月 日本化学会学術賞
- 2008年12月 IBMFaculty Award
- 2009年9月 日本分析化学会学会賞 研究業績「マイクロ・ナノ化学チップの創成と分析化学への展開」[3]
- 2015年 Honorary Doctorate Lund University, Sweden
- 2017年11月 Simon-widmer Award[4]
- 2019年3月 第71回日本化学会賞受賞 "ナノフルイディクスの創成"[5]